# Ernst Roth (Musikverleger)

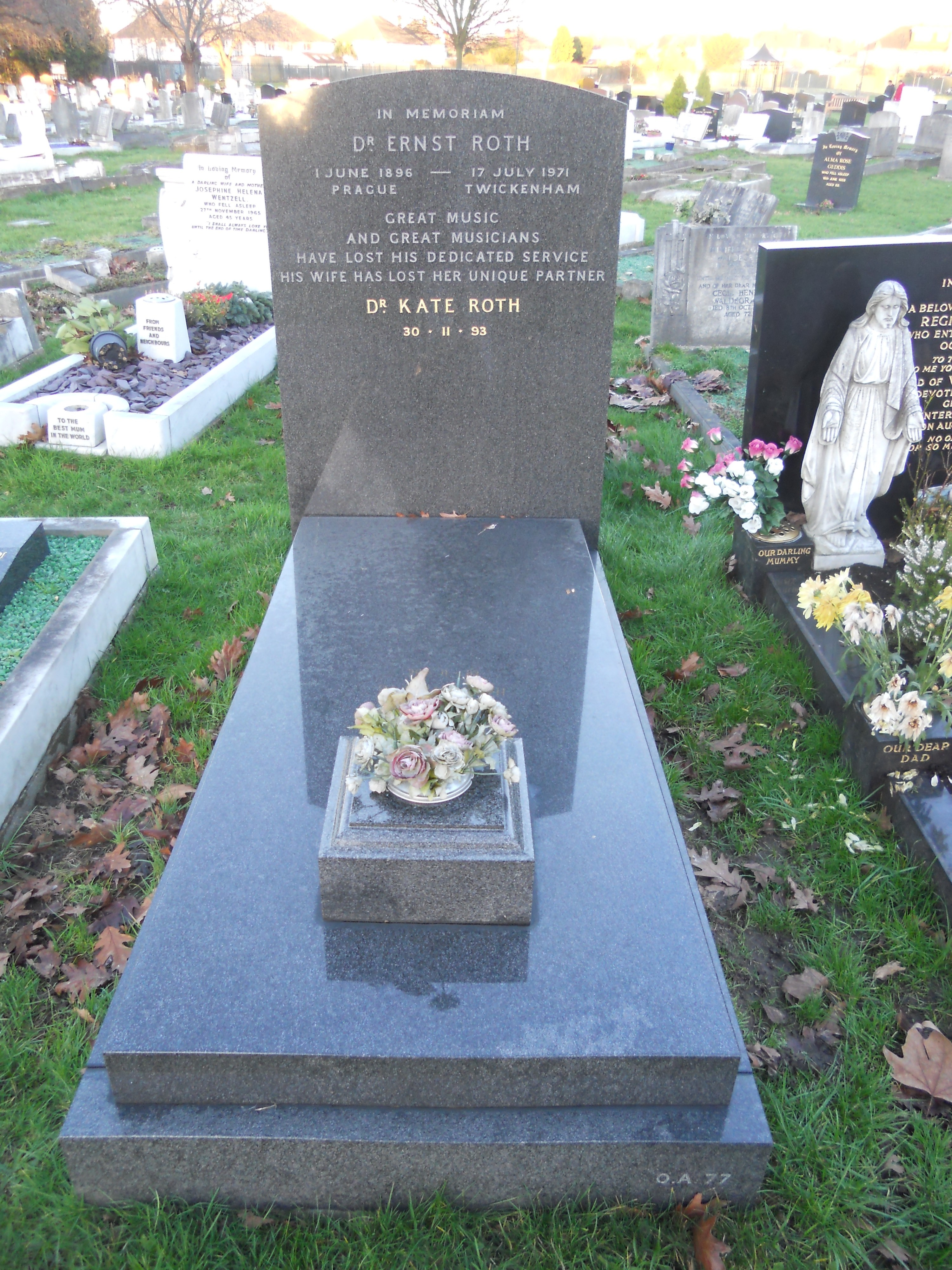
Grab von Ernst Roth auf dem Twickenham Cemetery, London

Ernst Roth (geboren 1. Juni 1896 in Prag, Österreich-Ungarn; gestorben 17. Juli 1971 in Twickenham, Großbritannien) war ein austrobritischer Musikverleger und Musikschriftsteller.

## Leben
Ernst Roth, der bereits als Fünfjähriger Klavierunterricht erhielt, studierte ab 1915 an der Universität Prag Rechtswissenschaften, Philosophie und Musiktheorie und wurde 1921 in Jura promoviert. Anschließend studierte er in Wien bei Guido Adler Musikwissenschaft. Er wurde Anfang der 1920er-Jahre Herausgeber des Wiener Philharmonischen Verlags. In seiner weiteren verlegerischen Tätigkeit bei der Universal Edition Wien widmete er sich besonders der Revision der Klavierwerke Mozarts, Schuberts, Schumanns und Brahms’; darüber hinaus verfasste er mehr als hundert Fachartikel sowie drei Romane.
Nach dem Anschluss Österreichs und der darauf folgenden Arisierung der Universal Edition im Jahre 1938 ging Roth nach London ins Exil, wo er noch im selben Jahr in den Musikverlag Boosey & Hawkes eintrat. Hier übersetzte er zahlreiche Opern und Chorwerke, u. a. von Benjamin Britten und Igor Strawinsky, ins Deutsche und erstellte Klavierauszüge und Bearbeitungen von Werken berühmter Komponisten wie Bach, Beethoven und Mozart. Roth übernahm zeitweise die Verlagsleitung und diente bis zu seinem Tod im Jahre 1971 dem Verlag in Führungspositionen – im Jahre 1940 unterbrochen durch eine kurze Internierung in einem Lager auf der Isle of Man, die aber dank des Einsatzes des Komponisten Ralph Vaughan Williams nur vier Monate währte. Er und seine Frau Kate Henriette Roth (Biologielehrerin) wurden am 10. September 1946 britische Staatsbürger.

## Schriften
- Musik als Kunst und Ware. Betrachtungen und Begegnungen eines Musikverlegers. Zürich: Atlantis, 1966.